# سارة دندراوي
سارة دندراوي (10 أغسطس 1981-)، إعلامية وصحفية سعودية.

## حياتها ومسيرتها
ولدت في جدة، السعودية وهي ابنة الكاتب محمد صلاح دندراوي، تخرجت من كلية بوسطن في الولايات المتحدة الأمريكية بتخصص الإعلام، بعد ذلك قررت استكمال الدراسة في درجة الماجستير والاستمرار في تخصص الإعلام ذاته، فانتقلت إلى العاصمة البريطانية لندن والتحقت في كلية لندن للاقتصاد، وركزت على الدراسة والبحث في رسالة الماجستير على ظاهرة القنوات الإخبارية، انضمت إلى قناة العربية التابعة لمجموعة إم بي سي بعام 2005 كمحررة أخبار وكاتبة تقارير، وفي عام 2010 كلفتها القناة بأعداد وتقديم برنامج «دليل العافية» وهو برنامج شهري يهتم بالصحة ومن ذلك انتقلت إلى العيش في الإمارات بمدينة دبي، إلى جانب ذلك شاركت في عام 2011 كأحد أعضاء لجنة تحكيم برنامج مسابقة الجماهير على قناة إم بي سي 1 إلى جانب الإعلامي جورج قرداحي والممثلة المصرية منى زكي، ومنذ أواخر عام 2011 حتى بداية عام 2015 شاركت بتقديم برنامج صباح العربية، وفي شهر رمضان لعام 2014 بدأت بتقديم برنامج «على الكنبة» وهو برنامج يرصد أبرز ما يدور في وسائل التواصل الاجتماعي، ومن عام 2015 وحتى الآن وهي تقدم برنامج «تفاعلكم» وهو برنامج يومي يستعرض أبرز الأحداث والمستجدات من مواضيع تفاعل معها الناس أو أثارت الجدل سواء كانت تلك الأحداث سياسية أو اجتماعية أو رياضية أو فنية.

### حياتها الأسرية
عقد قرانها على عبد الرحمن مظهر في مارس 2013.

## أعمالها

### تقديم البرامج
- دليل العافية.
- مسابقة الجماهير.
- صباح العربية.
- على الكنبة.
- تفاعلكم.

## وصلات خارجية
- سارة دندراوي على موقع قاعدة بيانات الأفلام العربية